# 台児荘の戦い
台児荘の戦い（たいじそう/だいじそうのたたかい）とは、日中戦争中の1938年3月から4月7日までの間、山東省最南部の台児荘（台児庄とも）付近で行われた戦闘である。台児荘の攻略を企図した日本軍部隊が、中国軍の大部隊に包囲されて撤退、徐州作戦の引き金となった。中国側が「抗戦以来の大勝利」を宣伝したことでも知られる。

## 背景
南京攻略後、参謀本部では1938年夏まで新作戦は行わないという方針を固め、1938年2月16日の御前会議で天皇の承認を得ていた。一方、山東省の済南・青島を占領していた北支那方面軍は、たびたび隴海線（徐州）方面へ向かう南下作戦を要請していたが、大本営はこれを認めなかった。参謀本部作戦課長河辺虎四郎大佐が現地へ赴いて作戦休止の方針を説得したが、司令官たちからはこの方針への不満を浴び、河辺課長は帰国直後（3月1日）に更迭された。
こうした中で2月17日、北支那方面軍隷下の第2軍は「軍司令官の意志」と称し、大本営の方針に反して第10師団に済寧への攻撃を指示し、第5師団の一部を沂州へ向かわせ第10師団に協力させた（沂州は大本営の指定した進出限界線より約60キロ突出していた）。第5師団は片野支隊（歩兵1個大隊基幹）を編成して沂州を攻略、2月23日、坂本支隊は片野支隊を吸収して南下し、3月5日湯頭鎮を攻略した。
その後、第2軍は「南進作戦ではないから、”眼前の敵”を撃破したい」と大本営に要請した。3月上旬、不拡大派の河辺に代わって作戦課長に就いた稲田正純大佐はこの要求を追認した。3月13日、第2軍は第10師団に対し山東省最南部の大運河の線（韓荘（徐州の北40キロ）～台児荘）までの中国軍撃滅を命令した。

## 参加兵力

### 日本軍
- 北支那方面軍 - 司令官：寺内寿一大将
  - 第2軍 - 軍司令官：西尾寿造中将、参謀長：鈴木率道少将
    - 第5師団 - 師団長：板垣征四郎中将
      - 坂本支隊 - 第21旅団長：坂本順少将
（歩兵第21連隊、歩兵第42連隊、野砲兵第5連隊、山砲兵1個中隊基幹）

    - 第10師団 - 師団長：磯谷廉介中将
      - 瀬谷支隊 - 第33旅団長：瀬谷啓少将
（歩兵第10連隊、歩兵第63連隊、野砲兵第10・工兵第10・野戦重砲兵第2連隊、山砲兵、独立軽装甲車隊基幹）

### 中国軍
- 第5戦区 - 司令長官：李宗仁、中央派遣臨時参謀：白崇禧（副参謀総長）
  - 第2集団軍 - 総司令：孫連仲 （中央軍の3個師）
  - 第20軍団 - 軍団長：湯恩伯 （中央軍。3個軍（各2個師）と直属部隊（歩兵・騎兵各1個師））
  - 第3軍団 - 軍団長：龐炳勲 （沂州付近で坂本支隊と交戦）
  - 第52軍 - 軍長：関麟徴
  - 第59軍 - 軍長：張自忠 （沂州付近で坂本支隊と交戦）

## 経過

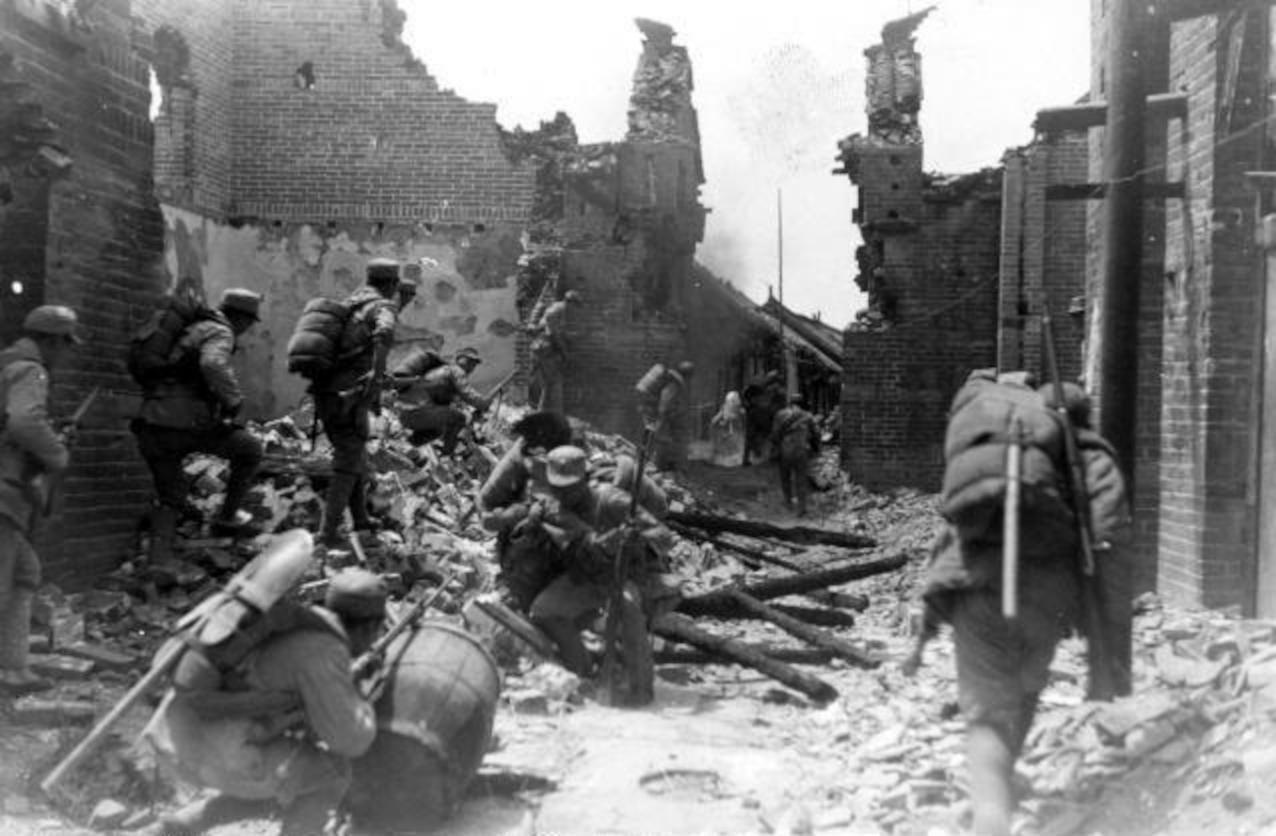
台児荘城内の戦闘

第10師団の瀬谷支隊は台児荘運河の線を確保するため、歩兵第63連隊を台児荘北方に進出させた。台児荘派遣隊（第63連隊第2大隊・野砲兵1個大隊）は台児荘への攻撃を開始したが、そこに布陣していた孫連仲軍3個師により頑強な抵抗を受けた。
徐州方面の中国軍は、第5戦区司令長官・李宗仁の指揮下に約40個師（40-50万人）の大兵力を集結させていた。そして、台児荘を徐州防衛の第一線として、前年12月から住民を城外に退避させて要塞化しており、装備優良な湯恩伯第20軍団など約10万の兵力が台児荘方面に差し向けられていた。
台児荘派遣隊は城内の北東角を占拠したが、大軍に包囲された中で百数十人の死傷者を出して危機に陥った。翌3月28日、福栄真平連隊長の指揮する1個大隊が救援に向かったが、これも弾薬が底をつき苦戦になった。3月29日、瀬谷支隊の主力で台児荘攻撃を行うことになり、歩兵第10連隊が歩兵第63連隊と合流して東門・南門を占領した。しかし、死傷者が続出して再び危機に陥った。中国軍第2集団軍も7割が死傷し、第31師団（師長：池峰城）は白兵戦を繰り返して台児荘を死守していた。
同29日、第5師団の坂本支隊は攻略目標の沂州間近へ迫っていたが、瀬谷支隊救援の命令を受けたため、沂州攻撃を中止して離脱した。支隊は、四周から詰めかけてくる中国軍をくぐり抜け、4月2日に台児荘の東方5,6キロまで進出した。この時、湯恩伯軍団が坂本支隊と3日間平行に行軍していたが、双方これに気が付かなかった。翌3日、瀬谷支隊歩兵第63連隊の台児荘攻撃は不成功、坂本支隊も優勢な敵部隊と交戦しており、4日になっても戦況は変わらなかった。
孫連仲軍が正面を防衛し、湯恩伯軍団が側面から迂回して日本軍の包囲を形成しつつあった。また、湯恩伯の部隊に配備されたドイツ製15cm榴弾砲が初めて使用され、孫連仲部隊のラインメタル対戦車砲も効果を発揮した。「湯恩伯軍の出現」の情報は、中国軍が決戦を求めてきたことを意味するため、参謀本部に衝撃を与えた。
4月5日、坂本支隊は板垣第5師団長から「沂州攻略に転進せよ」との命令を受けた。これは、板垣師団長が台児荘が攻略されたと誤認したためとも、師団命令自体が「通信の混乱による誤認」であったとも言われる。5日夜、坂本支隊長は瀬谷支隊長あてに「6日の日没後反転する」と打電し、部隊に転進準備を命じた。
坂本支隊の転進を聞いて衝撃をうけた瀬谷支隊は、台児荘の放棄を決定して6日の日没後に転進を開始した。ところが、第2軍司令部から総合兵力による台児荘攻略の許可を得ていた磯谷第10師団長は、あわてて瀬谷支隊に転進中止を命令した。しかし、このままでは部隊が全滅すると判断した瀬谷支隊長は、独断で台児荘から離脱した。一方の坂本支隊は、いったんは反転していたが、師団命令に不明確な点があったため反転を中止して元の戦線へ引き返した。しかしすでに瀬谷支隊はおらず、連絡なしに転進したことに憤慨しながら4月7日に反転した。

## 影響

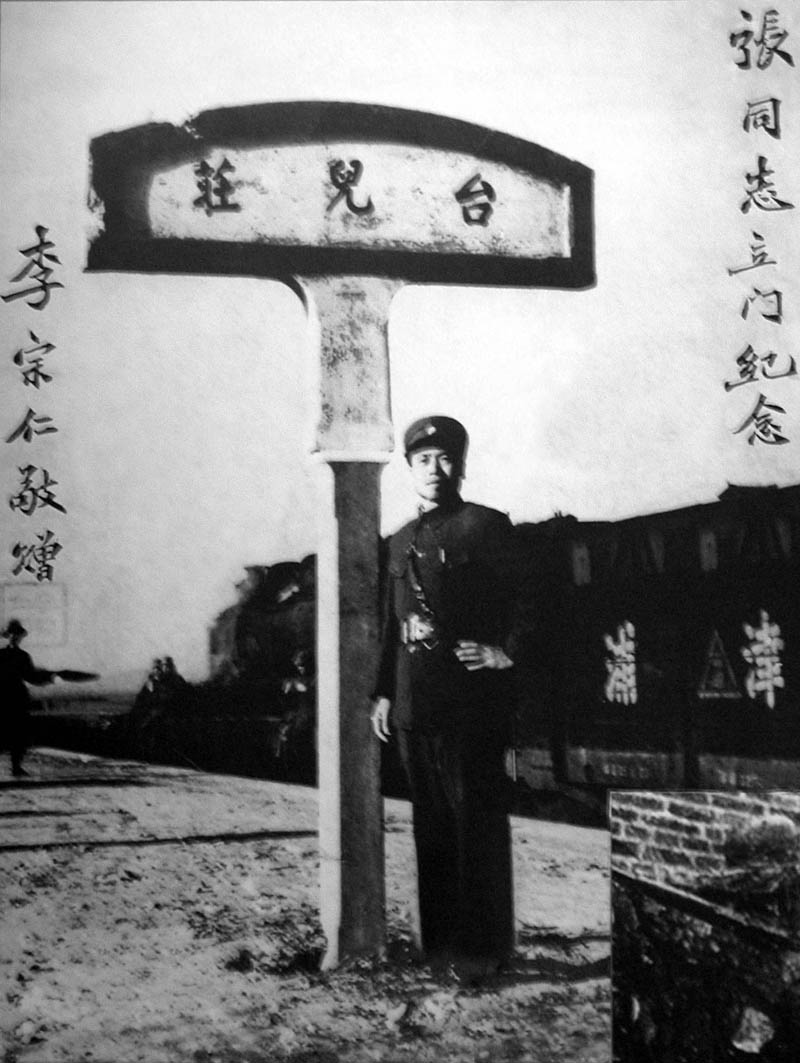
台児荘駅の李宗仁

中国軍は台児荘から日本軍が退却したことを確認し、「敵の死傷2万余人、歩兵銃1万余挺、重機関銃931挺、歩兵砲77門、戦車40台、大砲50余門、捕虜無数。敵板垣・磯谷両師団の主力はすでに我が方のため潰滅された」との発表をおこなった。発表内容は誇大なものであり、当時の国民政府政治部第三庁 (宣伝) 庁長郭沫若は「今日から見ると、このニュースは噴飯ものだ。事実のところ敵は台児荘一帯から戦略撤退をし、全面的進攻に備えたのだ。それをわが方の『軍師』たちが誇大に宣伝したので、それこそまさに『拡大宣伝』だ。これはもともと『軍師』たちの慣用手段だが、それにしても当時は一般人を勝利の陶酔にまきこんでしまった」と回想している。実際、この勝報は李宗仁の名とともに中国全土・世界各国へと知れ渡り、中国各地で戦勝祝賀会が開かれ民衆は勝利に沸き立った。台児荘での局地的な勝利は、誇張して宣伝されることで、実際の勝利以上にプロパガンダの面で戦略的に大きな効果を発揮した。
日本軍が台児荘から撤退した後、中国軍は掃討戦を行っただけで、李宗仁は大規模な追撃を命令しなかった。李宗仁は増援部隊到着の遅れを理由としていたが、実際には軽微な損害しか受けていない湯恩伯部隊は追撃に使用されなかった。こうして中国軍が日本軍を殲滅するチャンスは失われた。この戦いでは、ドイツ人軍事顧問ファルケンハウゼンの意見も決定的な影響を与えていたが、追撃が行われなかったことにファルケンハウゼンは「頭髪を掻きむしって焦りを表した」。
稲田正純中佐の戦後の回想によれば「台児庄からの後退は敗退ではなく、いずれ下がることは大本営との初めからの約束」であるとしている（支隊に同地占領の任務は含まれていなかった）。局部的とはいえ日本軍の後退は盧溝橋事件以来初めてのもので、損害が比較的大きかったことも事実である。日本軍の損害は、第5師団の戦死1,281、戦傷5,478、第10師団の戦死1,088、戦傷4,137で、合計戦死2,369、戦傷9,615、総計11,984名であった。また、瀬谷支隊が独断で撤退したことが問題となり、瀬谷啓少将は後に予備役編入となった。誤断により坂本支隊に転進を命じた板垣中将や、瀬谷支隊の実態を知らず転進中止を命じた磯谷中将らの責任がどうなったのかは不明である。
この戦いによって、結果的に湯恩伯部隊を始めとする中国軍の大部隊が徐州付近に集結していることが判明した。4月7日（坂本支隊が台児荘から反転した日）、大本営は「徐州付近の敵の撃砕を企図」する命令を北支那方面軍・中支那方面軍に下達した。（徐州作戦） こうして、2月16日の御前会議で決まった不拡大方針は放棄された。

## 関連文献
- 『台児荘の戦闘』復員局、1951年。NDLJP:8815592。